# Matrix
Matrix es una tetralogía de películas de ciencia ficción escritas y dirigidas por las hermanas Wachowski. Se compone de The Matrix (1999), The Matrix Reloaded (2003), The Matrix Revolutions (2003) y The Matrix Resurrections (2021) y están protagonizadas en sus papeles principales por Keanu Reeves, Laurence Fishburne, Carrie-Anne Moss y Hugo Weaving.
La trilogía fue vista por aproximadamente 103 millones de estadounidenses en cines. La segunda y la tercera fueron rodadas a la vez, pero estrenadas con un tiempo de diferencia, aprovechando el éxito de la primera.
Adicionalmente, la serie de cortometrajes Animatrix muestra material extra, sirviendo a la vez de enlace entre la primera y las otras dos películas, y de trasfondo para la trilogía, explicando por ejemplo el origen y el desarrollo de la guerra entre la humanidad y sus creaciones.
La saga se ha convertido en un referente en la ciencia ficción, y algunas de sus escenas de lucha y desafío de las leyes naturales han sido ampliamente emuladas y reflejadas tanto en otras películas como en trabajos de aficionados y fanáticos, pasando a ser un elemento de la cultura popular.
El 11 de diciembre de 2019 Warner Bros. anunció el proyecto de The Matrix Resurrections, fijándose como fecha de estreno el 21 de mayo de 2021, pero su lanzamiento fue pospuesto hasta el mes de diciembre del mismo año debido al surgimiento de la pandemia del COVID-19.

## Definición

La «lluvia digital» fue inspirada por los créditos iniciales de la película Ghost in the Shell (1995).

La Matrix es un ambiente de relación entre cosas y sucesos creado y controlado artificialmente.
Una importante característica de la matrix es que en ella incluso las personas son consideradas "cosas".

## Argumento

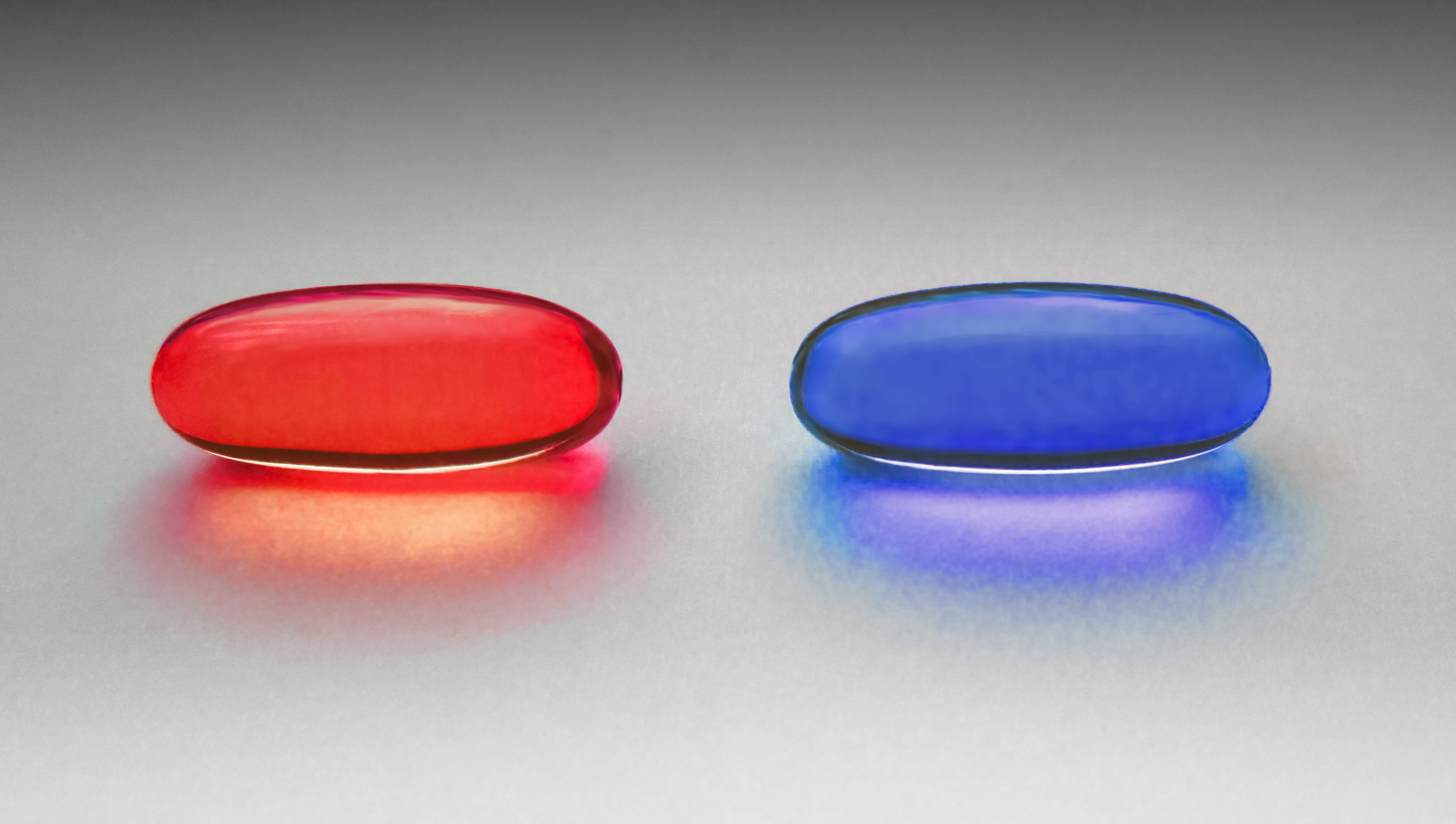
Píldora roja y píldora azul.

La película plantea que en el futuro, tras una dura guerra, casi todos los seres humanos han sido esclavizados por las máquinas y las inteligencias artificiales creadas. Estas los tienen en suspensión y con sus mentes conectadas a una realidad virtual llamada "Matrix" que representa el final del siglo XX. Los seres humanos son usados por las máquinas para obtener energía y los pocos que no están suspendidos, o que han sido liberados, viven en la ciudad Zion y tienen naves que se mueven por el subsuelo, entrando de forma clandestina a la Matrix para liberar otros conectados.
Morfeo (Laurence Fishburne), cree que hay alguien en Matrix que es El Elegido, el hombre que acabaría con la guerra, con las máquinas, según una profecía. Morfeo se fija en Neo (Keanu Reeves), un pirata informático que vive atrapado en Matrix, creyendo que él puede ser el elegido. Neo es liberado gracias a la acción de Trinity (Carrie-Anne Moss), miembro de la tripulación de Morfeo, pero a la vez es perseguido por los personajes virtuales creados por programas de la Matrix, los agentes, liderados por Smith (Hugo Weaving), que pretenden acceder a los computadores de Zion gracias a la traición de otro subordinado de Morfeo, Cypher. Los agentes consiguen capturar a Morfeo, y Neo es forzado a rescatarle arriesgando su vida. Al final de la primera película Neo se revela como El Elegido y acaba con Smith.
En las siguientes entregas, la acción se divide entre la realidad, donde las máquinas deciden atacar directamente Zion, y el mundo virtual, donde Smith está infectando la Matrix como un virus.

## Personajes principales

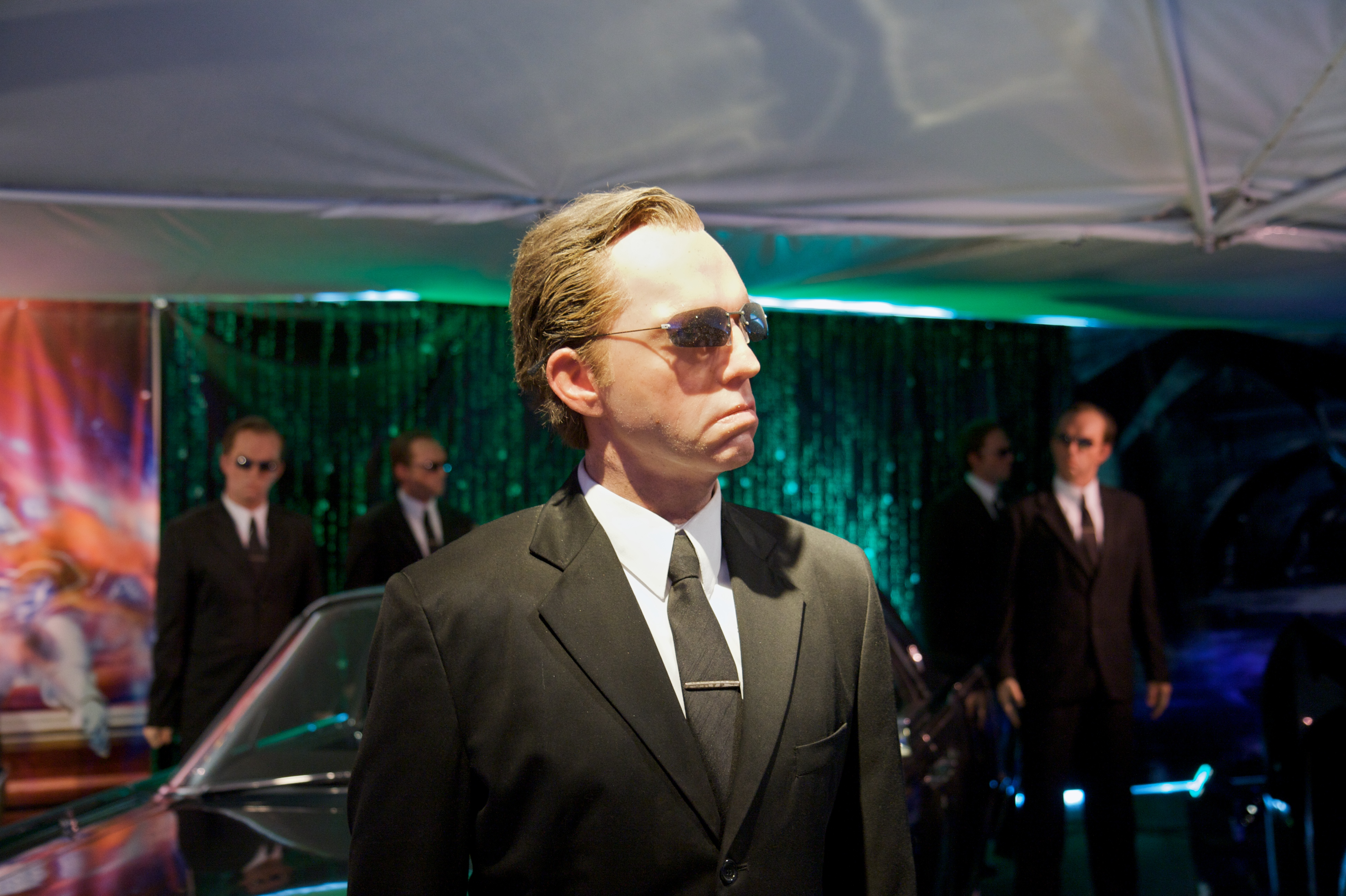
Maniquí del agente Smith.

- Neo: Thomas A. Anderson, en el mundo ficticio de "Matrix". Es un programador que además actúa como pirata informático, y que ya ha intuido que algo está mal en su mundo, por lo que intenta contactar con Morfeo, aunque no se pone al tanto de la situación hasta que conoce a este. Una vez fuera de Matrix, Neo se verá obligado a tomar sobre sus hombros el destino de todos.
- Morfeo: capitán de la nave Nabucodonosor (Nebuchadnezzar en inglés), principal defensor de la corriente que defiende la existencia del elegido, y el que libera a Neo de Matrix.
- Trinity: tripulante de Morfeo, ayuda a liberar a Neo y luego se convierte en su interés romántico.
- Agente Smith: agente de Matrix que primero trabaja para ella y luego pasa a ser un virus que trata de infectarla.
- Cypher: traidor que se encuentra en la tripulación de Morfeo y hace un trato con el agente Smith a cambio de fama y fortuna.
- Oráculo: programa de Matrix con el aspecto de una mujer mayor que está del lado de Morfeo y que le revela cosas del porvenir e información sobre El Elegido.
- Níobe: capitana de la nave Logos, que una vez fue la pareja de Morfeo.
- Merovingio: programa de Matrix que actúa al margen de ella, protegiendo a otros programas de ser borrados, siempre y cuando pueda utilizarlos a su conveniencia.
- Perséfone: esposa de Merovingio.
- El Hacedor de llaves: programa capaz de crear llaves para todas las puertas que conectan en Matrix.
- Seraph: siervo y Guardián del Oráculo.
- El Arquitecto: programa de Matrix que equilibra la forma en que está programada la simulación, y uno de los pocos que conocen la verdadera historia de la misma.[7]

## Zero One
Zero One o 01 es la ciudad donde están las máquinas dotadas de inteligencia artificial. Fue fundada después del destierro del mundo humano. Está ubicada en Oriente Medio, la cuna de la civilización humana. 01 comenzó a prosperar rápidamente, su mercado crecía con sus productos de excelente calidad, dejando atrás a los productos manufacturados por los humanos. Esto produciría una gran recesión en la economía humana, hecho que produjo envidia e indignación de los grandes líderes. Así fue como 01 comenzó a ser acosada, recibiendo embargos y bloqueos, hasta que la situación se desbordó y se inició un continuo bombardeo nuclear sobre la ciudad. Animatrix menciona esto como el "Segundo Renacimiento".

"01 fue sumida en el calor de mil soles [...] Pero las máquinas al contrario de sus creadores de piel delicada no tenían que preocuparse por la radiación..."

Fue así como 01 comenzó a expandirse y conquistar territorios humanos en gran parte del planeta casi sin resistencia, desencadenando en una cruenta guerra con el resto de la humanidad. Durante el corto "El segundo renacimiento", de Animatrix, se la muestra tal como fue en sus comienzos y durante la guerra, después se la vuelve a mostrar en The Matrix Revolutions, cuando Neo y Trinity se dirigen hacia ella. Está defendida por una barrera prácticamente infranqueable de máquinas de combate gigantescas y centinelas apostados en tierra que se activaron cuando la Logos se acercaba.

## Temática
- La película se destaca por mostrar el concepto clásico de la filosofía[8][9] sobre si el mundo alrededor es real o ficticio; en especial desde las ideas del mito de la caverna de Platón, una alegoría acerca de vivir creyendo que lo irreal y falso es la verdad. Además de una clara referencia a la filosofía cartesiana en cuanto a la imposibilidad de distinguir el sueño de la vigilia, siendo la mente, en tanto que consciencia del "yo", lo único que permanece en ambos estados. Otra corriente afirma que lejos de tratar el mito de la caverna, que estaría mejor representado en The Truman Show, la película opone a la Escuela de Frankfurt con Jacques Lacan.[10]
- Ilustra el problema mostrado por la ciencia ficción, principalmente de la obra Neuromante de William Gibson (con la que comparte muchas similitudes) y en literatura sobre robots (las obras de Isaac Asimov, por ejemplo, se oponen a esta posibilidad), como en películas como 2001, una odisea del espacio, Terminator y Yo, Robot (que se centran en ella), sobre la posibilidad de que las máquinas y la inteligencia artificial creadas por el hombre se rebelaran contra él.
- El argumento de The Matrix es muy similar al descrito en las Memorias de Ijon Tichy,[11] del escritor polaco Stanisław Lem. En el capítulo 1 se describe al profesor Corcorán, que había creado universos mecánicos con seres virtuales, pero plena conciencia de su existencia. Al igual que en Matrix, en estos universos mecánicos existían espíritus, adivinadores y los deja-vu ocurrían por pequeñas anomalías (aire, una hormiga) en sus elementos mecánicos.
- Las diferentes interpretaciones de The Matrix proceden de las filosofías de Jean Baudrillard[12] (en concreto de su libro Simulacra and Simulation) y George Berkeley,[13] incluyendo la conversación entre Smith y Cypher en la primera película de la trilogía. Una  interpretación interesante sobre los postulados de la película fue propuesta por Slavoj  Zizek.[14]
- La idea de un mundo irreal al que se lo percibe como real es una alegoría acerca de la alienación denunciada por ciertos postulados filosóficos, donde la idea de la Matrix sirve como parábola para ilustrar el concepto de una falsa realidad opresiva y alienadora, descrita de diferentes formas por diferentes filósofos, como los Maestros de la sospecha Karl Marx y Friedrich Nietzsche, y también por las filosofías orientales como el budismo y el taoísmo, las cuales representan la idea de una falsa realidad enajenadora bajo el nombre de Ilusión.

Matrix es la película más filosófica que se haya hecho nunca: cada paso de su vertiginoso argumento puede ser puesto en conexión con algún problema filosófico. Si el mundo que conocemos no es más que un sueño virtual nuestro, ¿convierte eso al sueño en realidad? Si tuviéramos la posibilidad de salir de ese mundo soñado para regresar a otro más real pero menos agradable –tomar la pastilla roja- ¿sería un fracaso moral no hacerlo? ¿Por qué los seres humanos son más valiosos que [eventuales futuros] mecanismos electrónicos inteligentes? ¿Puede vivir la mente sin el cuerpo o el cuerpo sin la mente?
William Irvin.

- Mediante la idea de la rebelión de las máquinas, Matrix explora no solo una competencia entre ser humano y máquina, sino que también muestra una degradación del ser humano al mismo nivel de las cosas o las máquinas. En la trilogía, los seres humanos son instrumentalizados por las máquinas de la misma forma en que los seres humanos emplean a las máquinas en la realidad, esto se ha denominado usualmente como reificación del ser humano.[16]

## The Matrix Resurrections
El 20 de agosto de 2019, Warner Bros. anunció oficialmente el desarrollo de la cuarta película de Matrix. Fue dirigida por Lana Wachowski e incluyó a Keanu Reeves y Carrie-Anne Moss a quienes se confirmó que volverán a repetir sus papeles. El guion fue escrito por Aleksander Hemon y David Mitchell. La producción fue programada para comenzar a principios de 2020. Lilly Wachowski confirmó que no iba estar involucrada con la nueva película ya que está ocupada trabajando en la próxima serie Work in Progress, pero dio su bendición a los involucrados para que inventaran una historia aún mejor que la original.
El 11 de diciembre de 2019 Warner Bros. anunció que el proyecto, aún sin título oficial y provisionalmente conocido como Matrix 4, se estrenaría el 21 de mayo de 2021, retrasándose al 1 de abril de 2022 debido a la pandemia por coronavirus. Posteriormente se volvió a retrasar para el 22 de diciembre de 2021, así como su estreno simultáneo en salas y en la plataforma de streaming HBO Max. El 9 de septiembre del 2021 Warner Bros. lanzó el tráiler oficial de Matrix Resurrections con el tema musical White Rabbit de Jefferson Airplane. La película recibió críticas mayormente negativas y fue rechazada por la afición, resultando un fracaso por su paupérrima trama, guion y argumento.

## Recepción
| Película                 | Rotten Tomatoes   | Rotten Tomatoes      | Rotten Tomatoes        | Metacritic      | Metacritic        | CinemaScore | IMDb                  | FilmAffinity        |
| Película                 | Críticos          | Críticos importantes | Audiencia              | Críticos        | Audiencia         | CinemaScore | IMDb                  | FilmAffinity        |
| ------------------------ | ----------------- | -------------------- | ---------------------- | --------------- | ----------------- | ----------- | --------------------- | ------------------- |
| The Matrix               | 88% (161 reseñas) | 76% (46 reseñas)     | 85% (33 323 508 votos) | 73 (35 reseñas) | 8.9 (1 936 votos) | A-          | 8.7 (1 909 369 votos) | 7.9 (195 004 votos) |
| The Matrix Reloaded      | 73% (245 reseñas) | 65% (62 reseñas)     | 72% (941 988 votos)    | 62 (40 reseñas) | 7.3 (911 votos)   | B+          | 7.2 (596 656 votos)   | 6.4 (85 541 votos)  |
| The Matrix Revolutions   | 34% (219 reseñas) | 22% (50 reseñas)     | 60% (791 643 votos)    | 47 (41 reseñas) | 5.0 (863 votos)   | B           | 6.7 (515 150 votos)   | 6.0 (115 009 votos) |
| The Matrix Resurrections | 63% (356 reseñas) | 62% (69̟ reseñas)     | 43% (10 000 votos)     | 63 (57 reseñas) | 3.9 (1 322 votos) | B-          | 5.7 (250 001 votos)   | 5.0 (14 952 votos)  |
| Promedio                 | 65%               | 56%                  | 65%                    | 61              | 6.3               | B+          | 7.1                   | 6.3                 |